# Бороморача I
Бороморача I (тайск. สมเด็จพระบรมราชาธิราชที่ 1; правил в 1370—1388) — третий король Аютии, государства на территории современного Таиланда.

## Приход к власти
Сместил с престола короля Рамесуана, который, однако, остался при этом жив и даже некоторое время занимал административный пост, подобный губернаторскому.

## Военная экспансия
Наладив дружественные отношения с Китаем, владыке которого были посланы и от которого приняты дары, Бороморача I занялся военными походами против своих соседей. В целом они были успешны для Аютии. Ему удалось подчинить второе тайское государство Сукотаи, его король стал вассалом Аютии. Однако попытка захватить Чиенг Май оказалась неудачной и закончилась поражением. Нанг Мтланг, принцесса Чиенг Мая, отличилась в главном сражении этой кампании.

## Смерть, сын, возвращение короля
Король скончался во время очередной военной экспедиции в 1388 году. Его сын, Чао Тхонг Лан, которому было всего пятнадцать лет, правил страной лишь неделю. Рамесуан вошёл в столицу, казнил его и вернулся на трон во второй раз.